# Barbara Jedynak
Barbara Jedynak z domu Gradzik (ur. 17 września 1942 w Strzemieszycach, zm. 4 października 2021) – polska filolog, specjalizująca się w historii literatury polskiej, kulturze literackiej, pamiętnikarstwie i obyczajach XIX i XX w.
Stopień doktora nauk humanistycznych uzyskała na Uniwersytecie Marii Curie-Skłodowskiej w Lublinie w 1973 roku. Tematem rozprawy doktorskiej była Wczesna twórczość Heleny Boguszewskiej - Droga do przedmieścia, a promotorem Maria Grzędzielska. Stopień doktora habilitowanego nauk humanistycznych w  zakresie literaturoznawstwa uzyskała na UMCS w 2002 roku, na podstawie rozprawy Aby potomkowie byli Polakami. Z historii refleksji nad obyczajem w Oświeceniu.
Pracowała na UMCS na stanowisku profesora w Instytucie Literaturoznawstwa oraz Instytucie Kulturoznawstwa.
Odznaczona Złotym Krzyżem Zasługi, medalem Komisji Edukacji Narodowej oraz  medalem „Serce dla serc”. W 2010 roku została odznaczona orderem Polonia Mater Nostra Est.

## Wybrane publikacje
- Obyczaje polskie: antologia. Cz. 1, Do końca XVI wieku (wybór, 1978)
- Obyczaje polskie: antologia. Cz. 2, XVII i pierwszej połowy XVIII wieku (wybór, 1979)
- Obyczaje polskie: antologia. Cz. 3, Drugiej połowy XVIII i pierwszej połowy XIX wieku (1981)
- Obyczaje domu polskiego w czasach niewoli 1795-1918 (1996, ISBN 83-85976-26-4)
- "Aby potomkowie byli Polakami": z historii refleksji nad obyczajem w oświeceniu (S. Konarski - J. J. Rousseau - S. Staszic) (2001, ISBN 83-227-1753-9)
- Dziedzictwo obyczaju narodowego Polaków: pamięć i zapomnienie (2004, ISBN 83-227-2205-2)